# Señalización
En las telecomunicaciones, señalización tiene los siguientes significados:
- El uso de señales para el control de las comunicaciones.
- El intercambio de información relativo al establecimiento y control de un circuito de telecomunicación[1] y la gestión de la red, a diferencia de la transferencia de información al usuario.
- El envío de una señal desde el extremo de transmisión de un circuito de telecomunicación para informar a un usuario en el extremo receptor que se va a enviar un mensaje.

## Señalización en banda y fuera de banda
En la Red Telefónica Conmutada la señalización en banda es el intercambio de información de control de llamadas dentro del mismo canal que usa la llamada telefónica. Un ejemplo de esta señalización es la marcación por tonos la cual es usada en las líneas telefónicas de los suscriptores. La señalización fuera de banda, por el contrario, requiere un canal dedicado separado. Esta señalización ha sido empleada desde el surgimiento del sistema de señalización n° 6 en el año 1970 y en su sucesor, el SS7, el cual, desde entonces, se convirtió en el estándar de señalización en la mayoría de las centrales telefónicas.
Los canales telefónicos analógicos, por lo general tienen asignado un ancho de banda de 0 a 4 kHz. (aunque la voz humana sobrepase los 12 kHz.) y la señalización R-1 entre Switches se hacía por medio de frecuencia que en Europa era de 2400 Hz. y en Norte América de 2600 Hz. Quedando dentro del ancho de banda del canal.
Cuando el ancho de banda del canal era de 0 a 3KHz. se usaba la frecuencia de 3825 Hz. quedando ésta fuera del ancho de banda de canal, por eso se llamaban señalización dentro y fuera de banda.

## Señalización de línea, frente a señalización de registro
La señalización de línea se refiere a la transmisión de información sobre el estado de la línea o canal, como el teléfono colgado, descolgado, la corriente de timbre y el rellamado. A mediados del siglo XX, las señales de supervisión sobre líneas troncales de larga distancia en América del Norte eran por lo general dentro de banda, por ejemplo, en la frecuencia de 2600 Hz, lo que exige un filtro elimina banda para evitar interferencias. A finales del siglo XX, todas las señales de supervisión estaban fuera de banda. Con el advenimiento del sistema de portadora-E, las señales de supervisión se llevan por señalización de bit robado u otros bits en la portadora-E destinada a la señalización.
La señalización de registro tiene que ver con la transmisión de información de direccionamiento, tales como los números telefónicos de origen y destino. En los primeros días de la telefonía, en las centrales telefónicas operadas por telefonistas, la información de direccionamiento se suministraba en forma hablada, mientras que en la primera mitad del siglo XX, esta información era provista por un teléfono con un disco de marcar, que divide la corriente de línea en pulsos, cuyo número transporta la dirección. Por último, a partir de la segunda mitad del siglo, la señalización de dirección es por marcación por tonos.

## Señalización Asociada al Canal frente a la Señalización de Canal Común
La señalización asociada a canal (CAS) emplea un canal de señalización que está dedicado a un canal portador específico. La señalización de canal común (CCS) emplea un canal de señalización que transmite información de señalización relativa a múltiples canales portadores. Por tanto, estos canales portadores tienen su canal de señalización en común. Los mensajes de señalización deben llevar identificación del canal al que pertenecen.

## Señalización forzada u obligada
La señalización forzada es aquella en la cual la recepción de cada señal de un registro de origen debe ser reconocida de forma explícita antes de que la siguiente señal sea enviada. La mayoría de las formas de señalización de registro R2 son obligadas o forzadas, mientras que la señalización multifrecuencia R1 no lo es.
El término sólo es relevante en el caso de los sistemas que utilizan señales discretas (por ejemplo, una combinación de tonos para indicar un dígito), a diferencia de los sistemas que son orientados a mensajes (tales como SS7 y RDSI Q.931) donde cada mensaje es capaz de transmitir varios elementos de formación (por ejemplo, varios dígitos del número de teléfono llamado).

## Señalización de suscriptor frente a señalización de enlaces troncales
La señalización de suscriptor se refiere a la comunicación existente entre un teléfono y la central telefónica. La señalización de troncales, es la que existe entre tales centrales.

## Clasificación
Cada sistema de señalización puede ser caracterizado según los criterios de clasificación anteriores. He aquí algunos ejemplos:
- El sistema de marcación de tonos o DTMF el cual es un sistema de señalización de registro asociada al canal, en banda.
- El sistema SS7 que es un sistema fuera de banda de señalización de canal común, que incorpora tanto la señalización de línea como de registro.
- El sistema de impulso de tarificación que consiste, dependiendo del país, del envío de pulsos de 50 Hz, 12 kHz o 16 kHz por la central telefónica a los teléfonos públicos. Es una señalización asociada al canal y fuera de banda ya que no se halla dentro de la gama de frecuencias vocales utilizadas en telefonía, que están entre 300 y 3400 Hz.
- Señalización E y M que es un sistema de señalización fuera de banda asociado al canal. La base del sistema está pensada para la señalización de la línea, pero si se utilizan pulsos decádicos también puede transmitir información de registro. Este sistema por lo general se combina con la señalización de registro de marcación por tonos.
- El sistema de señalización L1, que emplea típicamente un tono de 2280 Hz tono de diversas duraciones, es un sistema de señalización asociada al canal dentro de banda como era el sistema SF de 2600 Hz utilizado anteriormente por Bell System en Estados Unidos.
- Los sistemas de señalización de corriente continua como señalización por corriente de bucle,[3] inversión de batería y pulso reversible, los cuales son por definición fuera de banda, y todos son asociados al canal, ya que estas señales están en los hilos por donde se transmite la voz.

Aunque que los sistemas de señalización de canal común están fuera de banda, por definición, y los sistemas de señalización dentro de banda son también necesariamente asociados de canal, el ejemplo de impulso de tarificación anteriormente mencionado demuestra que existen sistemas de señalización de canal asociado que están fuera de banda.